# Konica Minolta
Konica Minolta Holdings K.K. (jap. コニカミノルタホールディングス株式会社, Konika Minoruta Hōrudingusu Kabushiki-gaisha) ist ein japanisches Unternehmen der optischen Industrie, der Medizin- und der Bürotechnik, das im August 2003 durch Fusion der Minolta Co., Ltd. mit der Konica Corporation hervorging; die Fusion wurde im Januar 2004 abgeschlossen. Eine Kooperation der beiden Firmen in der Erforschung und Entwicklung bestimmter neuer Produkte bestand bereits seit dem April 2000. Das Unternehmen operiert unter der Bezeichnung Konica Minolta, die auch der neue Markenname ist.
Konica Minolta war bis 2006, nach Canon und Nikon, der drittgrößte Kamerahersteller der Welt.

## Geschichte
Minolta war einer der ältesten Kamerahersteller Japans. Die Unternehmensgeschichte reichte zurück bis ins Jahr 1928, als Kazuo Tashima am 11. November in Osaka das Nichi-Doku Shashinki Shōten (日独写真機商店, „japanisch-deutsches Kamerageschäft“) gründete. Im Juli 1931 wurde das Unternehmen in Molta KG („Mechanismus, Optik und Linsen von Tashima“) umbenannt und der Markenname Minolta („Mechanismus, Instrumente, Optik und Linsen von Tashima“) registriert. 1937 erfolgte eine weitere Umbenennung in Chiyoko (Chiyoda Kogaku Seiko Kabushiki Kaisha) beziehungsweise Chiyoda Kogaku. Erst seit Juli 1962 wurde allerdings die Bezeichnung Minolta Camera Company (Minolta Kabushiki Kaisha) auch als Firmenname genutzt. 1985 hatte Minolta den Kameraanteil am Umsatz schon fast auf die Hälfte zurückgedrängt.
Die Unternehmensgeschichte von Konica reicht sogar bis ins Jahr 1873 zurück, als Rokusaburo Sugiura den Handel mit fotografischen und lithographischen Produkten aufnahm. Das Geschäft wurde 1879 in Konishi Honten umbenannt. Ab 1943 firmierte das Unternehmen unter dem Namen Konishiroku Photo Industry Co., Ltd., bis man schließlich 1987 unter dem Markennamen Konica alle Produktbezeichnungen konsolidierte und die Firma in Konica Corporation umbenannt wurde.
Im Jahr 2000 wurde der US-amerikanische Druckerhersteller QMS, der 1985 den ersten PostScript-Drucker und 1993 den ersten Farblaserdrucker auf den Markt gebracht hatte, von Minolta übernommen. So entstand die Firma Minolta-QMS.
Bei der Fusion von Minolta und Konica 2003 waren beide Unternehmen absolut gleichberechtigt. Die Fusion sollte Kosten in Höhe von jährlich etwa 400 Millionen Euro einsparen (50 Milliarden Yen).
Im Sommer 2005 kündigte Konica-Minolta eine strategische Partnerschaft mit Sony an, zusammen wollten die beiden Unternehmen hochwertige Digitalkameras entwickeln.
Nach der Bekanntgabe am 19. Januar 2006 gab das Unternehmen zum 31. März das Kamerageschäft ganz auf, seit dem 1. April betreibt Sony das Geschäft und den Kundendienst mit digitalen Spiegelreflexkameras weiter. Als Grund für Verluste sah man an, dass das Unternehmen keine Bildsensorchips baute, die als Schlüsselfaktor für Leistung und Kosten einer Kamera gelten. Das Foto-Filmgeschäft wurde endgültig eingestellt. Konica Minolta stützt sich jetzt hauptsächlich auf seine Büroelektronik-Sparte, die zum Beispiel Druckerteile und Kopierer herstellt.
Wie schon im Jahr 2015 machte Konica Minolta auch 2020 über 80 Prozent seines Umsatzes außerhalb Japans. Die Zahl der Mitarbeiter stieg von 41.598 (2015) bis März 2019 auf 43.300.

## Kooperationen
Konica Minolta fertigt auch nach dem Rückzug aus der Fotosparte noch optische Baugruppen für andere Hersteller, so beispielsweise Objektive für JVC-Videokameras wie die HD Everio GZ-HD3 von 2007. Deutliche Hinweise auf eine (möglicherweise aber nur übergangsweise) bestehende Zusammenarbeit von Konica Minolta als Zulieferer für Komponenten des Sony-α-Systems gibt es ebenfalls. So geht etwa die erste DSLR in diesem System, die 2006 vorgestellte Sony Alpha DSLR-A100 praktisch komplett auf ein Konica Minolta-Design zurück, wie eine Analyse der Firmware als auch die Konica-Minolta-Codenummern „2187“ im Service-Manual der Kamera zeigen. Auch die zweite Kamera dieser Reihe, die 2007 vorgestellte Sony Alpha DSLR-A700, basiert Hinweisen im „Service Manual“ zufolge auf einem Entwurf, der von Konica Minolta unter der Codenummer „2179“ zumindest noch begonnen wurde.

## Produktspektrum
Das aktuelle Produktspektrum von Konica Minolta umfasst multifunktionale Officesysteme, Kopiersysteme, Laserdrucker, Faxsysteme, Scanner, Farb- und Lichtmesssysteme, Ferngläser sowie historisch bedingt Planetarien. In der langen Unternehmensgeschichte stellte Minolta beispielsweise auch Mittelformat-, Disc-, Pocket-, APS-Kameras, Digitalkameras und Kleinbildkameras, her; diese Produktlinien wurden jedoch nicht mehr weitergeführt.

### Fotografie
Digitalkameras stellte Minolta seit 1986 her; das Unternehmen zählt damit zu den ersten Anbietern von Digitalkameras überhaupt.

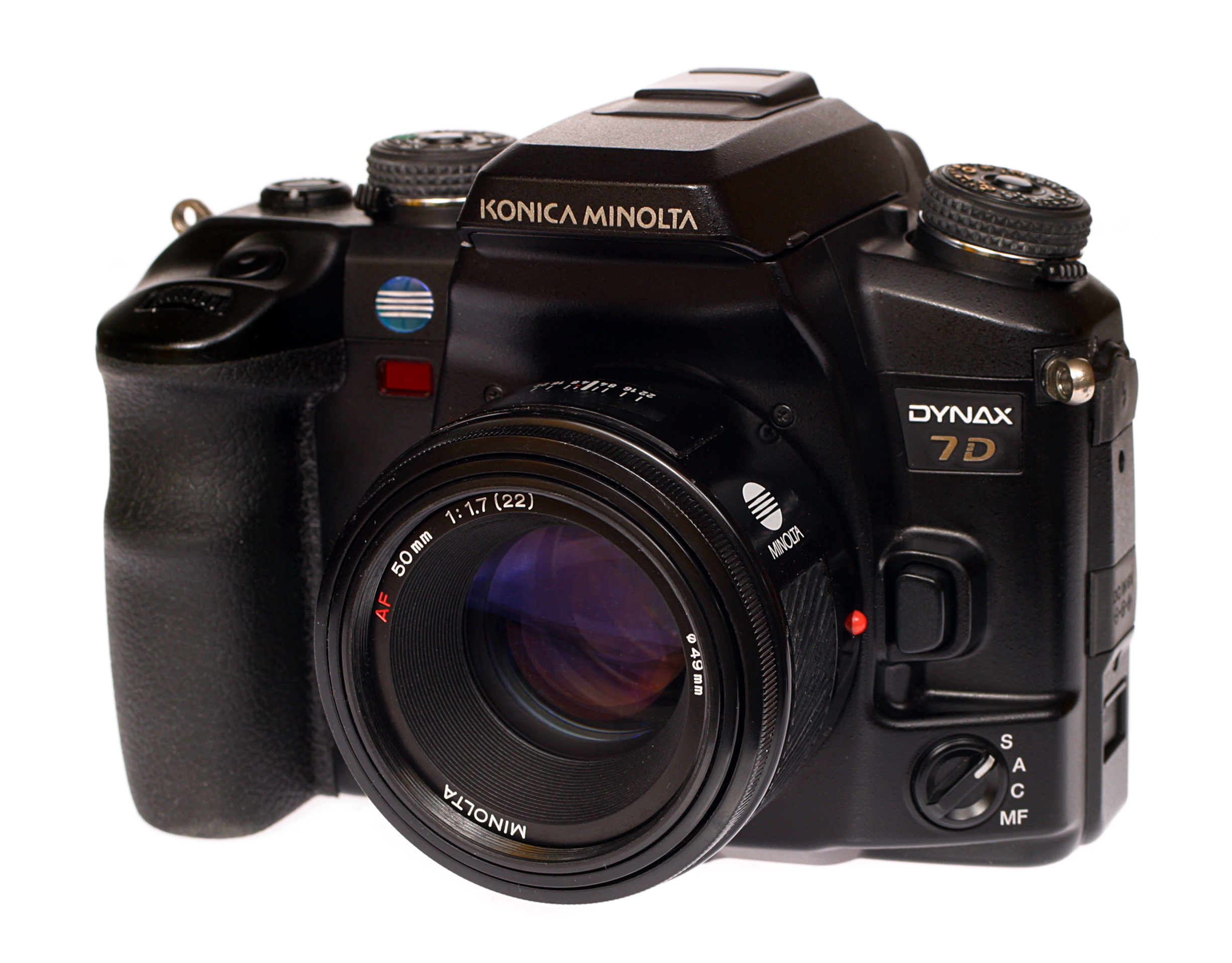
Die digitale Dynax 7D
von Konica Minolta

Seit Ende 2004 war mit der unmittelbar vor der photokina angekündigten Dynax 7D auch wieder eine digitale Spiegelreflexkamera auf dem Markt – die erste Spiegelreflexkamera mit eingebautem Bildstabilisator, dem sog. Anti-Shake-System (AS). Im September 2005 bekam sie durch ihre kleinere Schwester Dynax 5D Zuwachs. Für 2006 schließlich waren von Konica Minolta und vom 2005 neu angekündigten Kooperationspartner Sony mehrere DSLRs mit Minolta-A-Bajonett (vage) angekündigt, erschienen aber nicht mehr unter dem Namen Konica Minolta, denn im Januar 2006 gab das Unternehmen bekannt, dass es sich ab 1. April 2006 aus dem Kamera- und Filmgeschäft zurückziehen würde. Dabei sollte Sony das Geschäft mit digitalen Spiegelreflexkameras des Dynax-Systems übernehmen.
Die erste Sony DSLR Alpha, die am 5. Juni 2006 unter dem Namen Sony Alpha DSLR-A100 eingeführt wurde, konnte in vielerlei Hinsicht ihre Minolta-Wurzeln nicht verleugnen. In abgeschwächter Form gilt das auch noch für die am 6. September 2007 offiziell vorgestellte Sony Alpha DSLR-A700.

### Bürotechnik
Im Bereich digitale Vollfarbkopier- und Multifunktionssysteme ist Konica Minolta seit einigen Jahren mit der bizhub-Serie erfolgreich. In diesen Zeitraum fällt auch das Geschäft der Konica Minolta Europe mit dem deutschen Vertragshändler Veenman, welcher die Konica-Minolta-Produkte unter dem Markennamen LINIUM als Eigenmarke vertreibt (OEM-Partnerschaft). Dies war vorher nur von Ricoh und deren Tochterfirmen Infotec, Lanier und NRG (Nashuatec – Rex Rotary – Gestetner) bekannt. Aus der Bürotechnik kamen 2020 etwa 55 Prozent des Umsatzes. Konica Minolta tritt mit seinen Geräten am deutschen und österreichischen Markt auch als DEVELOP im Bereich des Büromaschinenhandels auf.

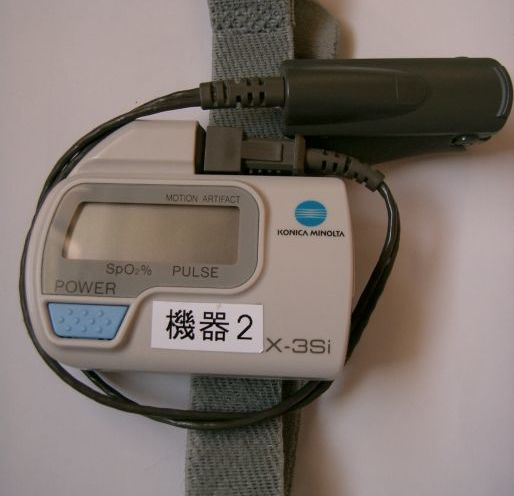
Konica Minolta PULSOX-3Si

### Medizintechnik
In der Medizintechnik ist Konica Minolta Medical Imaging ein führender Anbieter von Systemen für die medizinische Bildgebung. Das Produktportfolio umfasst IT-Healthcare, Speicherfoliensysteme (Regius 190, Regius 190 Mammo, Regius 190 HPS, Regius 110), Diagnostische Software, Röntgensysteme, Trocken-Laserprinter (Drypro 771, 793 und 832), Filmentwicklungsmaschinen (SRX) sowie medizinische Röntgen- und Laserfilme. Im Jahr 2020 trug die Medizintechnik 8,8 Prozent zum Umsatz bei.

## Konzernstruktur
Die Konica Minolta Holdings Inc. unterhält sieben direkte Tochterunternehmen:
- Konica Minolta Business Technologies, Inc.
- Konica Minolta Opto, Inc.
- Konica Minolta Medical & Graphic, Inc.
- Konica Minolta Sensing, Inc.

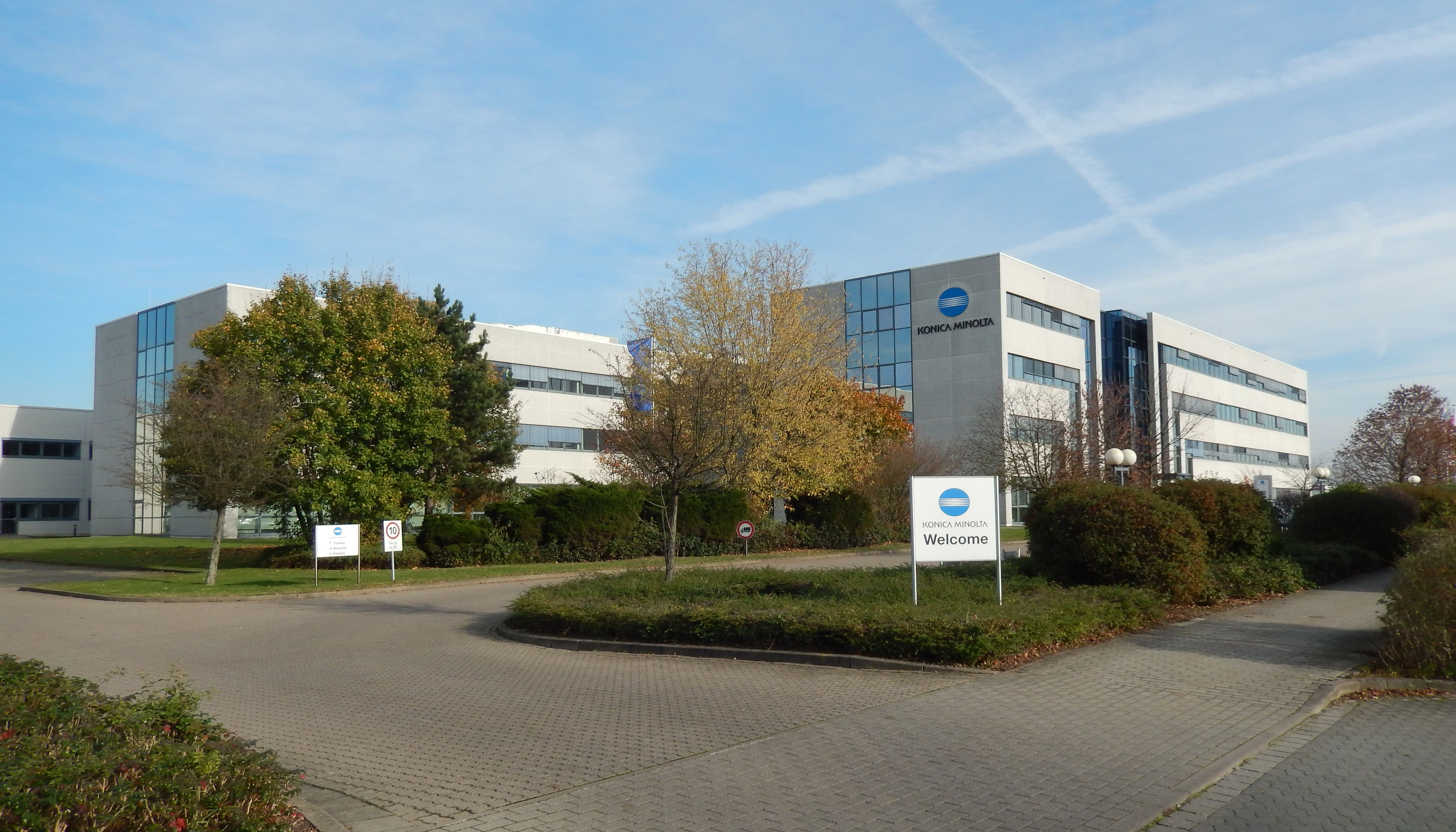
Konica Minolta Langenhagen

- Konica Minolta Photo Imaging, Inc.
- Konica Minolta Technology Center, Inc.
- Konica Minolta Business Expert, Inc.
- Konica Minolta IT Solutions GmbH

Unter dem Dach der neuen Holdinggesellschaft werden auch die europäischen Hauptquartiere Konica Minolta Business Solutions Europe GmbH (Langenhagen) und Konica Minolta Photo Imaging Europe GmbH (Unterföhring) zusammengefasst; die neuen Unternehmen bilden die Rechtsnachfolge der früheren Konica Business Machines Deutschland GmbH, Konica Europe GmbH und der Minolta Europe GmbH. Der Sitz in Unterföhring von Konica Minolta Medical & Graphic Imaging Europe GmbH wurde verlagert und der Firmensitz für den Bereich Medizintechnik ist jetzt in München-Neuperlach. Die Unternehmen besitzen 26 europäische Niederlassungen mit rund 6.000 Angestellten.
Weitere Tochterunternehmen
- Develop GmbH (100 %)
- Instrument Systems GmbH (100 %)
- Mobotix AG (65 %)[19]